# Ngược đãi tâm lý
Ngược đãi tâm lý, hay còn gọi là bạo hành tâm lý, hay bạo hành tinh thần (sau đây sẽ gọi là bạo hành tinh thần), là một trong những hình thức bạo hành do một (hoặc nhiều) người gây ra dẫn đến chấn thương tâm lý cho người khác, bao gồm rối loạn lo âu, trầm cảm mãn tính hoặc rối loạn stress sau sang chấn. Bạo hành tinh thần thường xuất hiện trong các mối quan hệ bạo hành có sự mất câng bằng quyền lưc giữa hai bên, và có thể bao gồm bắt nạt, gaslighting và bạo hành tại nơi làm việc. Bạo hành tinh thần cũng có thể gây ra bởi những người tiến hành tra tấn, bạo lực khác, ngược đãi quyền con người trong một thời gian ngắn hoặc kéo dài, đặc biệt trong các trường hợp như giam giữ nhưng không xét xử, cáo buộc giả mạo, kết án sai và phỉ báng cực đoan, gây ra bởi chính quyền hay truyền thông.

## Định nghĩa
Cho tới năm 1996, các nhà khoa học vẫn chưa có một định nghĩa chung về bạo hành tinh thần. Trên thực tế, các nhà khoa học và chuyên gia lâm sàng thường có những định nghĩa khác nhau. "Bạo hành tinh thần là một trong những loại bạo hành liên quan tới mặt tâm lý nhiều hơn là thể xác. Bạo hành tinh thần có thể bao gồm từ bạo hành lời nói và chỉ trích liên tục cho tới những hành vi khó nhận biết hơn như đe doạ, thao túng, và từ chối mọi hành động mà người bị bạo hành muốn làm để cải thiện mối quan hệ. Bạo hành tinh thần có thể tồn tại dưới nhiều hình thức khác nhau. Những hành vi bạo hành tinh thần thường có ba dạng chính: gây hấn, từ chối gây ra hành động gây hấn, và giảm thiểu (bao biện rằng hành động gây gấn không gây ra nhiều tổn thương đến thế.) Giữ lại cũng là một trong những cách từ chối nói trên, chẳng hạn như từ chối lắng nghe, từ chối nói chuyện, và không còn quan tâm người kia về mặt tình cảm nữa như là một hình thức trừng phạt." Tuy rằng hiện nay định nghĩa chính xác về bạo hành tinh thần không tồn tại thì bạo hành tinh thần vẫn luôn được ngầm hiểu là nó không chỉ đơn giản là tổng hợp của hai hình thức bạo hành khác là bạo hành lời nói và bạo hành tâm lý mà nhiều hơn thế.